# Cappella di Sant'Ottaviano
La cappella di Sant'Ottaviano si trova nella Fattoria di Bruciano, nel comune di Castelnuovo di Val di Cecina, in provincia di Pisa.

## Storia e descrizione
La fattoria sorge a poca distanza dal castello medievale, ormai rudere, feudo dei Pannocchieschi d'Elci; fu edificata nel Settecento dopo il passaggio di proprietà a favore dei Ricciarelli di Volterra.
Presenta un lineare andamento squadrato e si sviluppa su tre piani con un motivo saliente costituito, in facciata, dalla presenza dei due sottili aggetti laterali profilati da segnature in pietra. La villa fu ristrutturata intorno alla metà del XIX secolo, e nel 1830-1851, sul piazzale dove c'è una fonte trecentesca, chiusa da un porticato, venne innalzata la Cappella gentilizia a pianta centrale.
La costruzione della cappella, dedicata a Sant'Ottaviano, dove si trovano alcune tombe della famiglia Ricciarelli, è opera di uno Jughetti, dipendente della stessa famiglia.

## Fonte
- I luoghi della fede, su web.rete.toscana.it.